# Boehmeria grandis
Boehmeria grandis là loài thực vật có hoa trong họ Tầm ma. Loài này được (Hook. & Arn.) A.Heller mô tả khoa học đầu tiên năm 1896.